# Preussen (1926)
Preussen var en bil- och passagerarfärja som byggdes 1926 för de tyska rederiet Bräunlich. Hon använde för trafik på södra Östersjön mellan egentliga Tyskland och tyska Ostpreussen. Hon var systerfartyg till Hansestadt Danzig.
Fartyget hade en kapacitet för mellan 1158 och 2061 passagerare beroende på fartområde. 
Vid andra världskrigets utbrott kallades hon in för tjänstgöring i Kriegsmarine och ombyggdes till hjälpminfartyg. Som sådant deltog hon i utläggningen av minfält i Nordsjön och Östersjön.
Den 9 juli 1941 ingick fartyget i en tysk konvoj som gick in i en svensk minering på svenskt territorialvatten utanför Östby på södra Öland och sänktes. Vraket bärgades 1952-1953.